# Діна Апелдорн
Христина Адріана Арендіна Апелдорн (нід. Christina Adriana Arendina Appeldoorn; 26 грудня 1884, Роттердам — 5 грудня 1938, Гаага) — нідерландська піаністка й композиторка, що більш відома під сценічним псевдонімом Діна Апелдорн.

## Життєпис
Христина Апелдорн народилася 26 грудня 1884 року у місті Роттердам, де окрім неї в сім'ї було двое братів, що згодом померли в підлітковому віці. ЇЇ батько Йоханнес Аперльдора (нід. Johannes Appeldoorn, 1852—1905) працював вчителем нідерландської мови, а мати Маргарита Якоба Корнелія Фрінгс (нід. Margaretha Jacoba Cornelia Frings, 1855—1935) — домогосподарка. Коли Христині було сім років сім'я переїхала з Роттердама до Делфта.
Наслідуючи приклад батька вона захоплювалася літературою, а також заняттями музикою, які підтримували її батьки. З дев'яти річного віку Христина почала займатися горю на фортепіано, а також співом у церковному хорі під керівництвом органіста — Віллема ван Тінена (нід. Willem van Thienen). У 1899 році, після закінчення середньої школи, вона почала навчання на вчителя в делфтській Rijksnormaalschool (тогочасний спеціалізований навчальний заклад з підготовки вчителів початкових класів). Згодом Христина почала брати уроки гри на фортепіано в Гаазькій консерваторії. У п'ятнадцяти річному віці вона написала свою першу «Сонатину для скрипки та фортепіано» (нід. Sonatine voor Viool en Piano). Незабаром, Христина вирішила обрати профессію музиканта.
З 1900 року вона навчалася грі на фортепіано під керівництвом Карла Оберштадта в Гаазькій консерваторії. У 1906 році отримала диплом про визнання після її сольного виступу на фортепіанному концерті резиденц-оркестру під керівництвом Ксавера Шарвенка. Апелдорн багато гастролювала Нідерландами даючи концерти як вокалістка та піаністка, а також займалася викладацькою діяльністю. З 1909 року її творчість почала знаходити як схвальні відгуки так і критику в друкованих виданнях. Інколи остання була настільки різкою, що Христина отримувала листи підтримки від одно із своїх колишніх вчителів — Фрітса Куберга. В 1910 році вона закінчила навчання і отримала диплом. На той час двадцять її музичних творів вже були надруковані.
Загалом Апелдорн писала більше пісні, але разом з тим продовжувала складати оркестрові твори, в тому числі дві симфонії і симфонічну поему «Pecheurs d'Islande», прем'єра якої відбулася в 1912 році в Утрехті. Наступного року вона взяла шлюб з Яном Каудейсом (нід. Jan Koudijs). З часом репутація Апелдорн, як композитора досягла значних висот. Завдяки цьому саме їй запропонували створити ювілейну композицію на честь двадцяти п'яти річчя королеви Вільгельміни в 1923 році. З 1937 року вона активно гастролює закордоном виступаючи на сцені багатьох міст, серед яких — Берлін та Париж. В той же час відомий піаніст та вчитель Гаазької консерваторії Гуго ван Дален присвятив велику статтю творчості Апелдорн, відгукуючись про неї в цілому, як про: «ту, що займає перше місце серед голландських національних композиторів» (нід. "een eerste plaats inneemt, in de rij der Hollandsche nationale componisten"). Разом з тим її продовжували критикувати навіть за відому «Pastorale» для оркестра (1934 року), що була виконана двадцять разів за короткий проміжок часу навіть в Італії. Довго насолоджуватися світовим визнанням Апелдорн не мала змоги. Тяжка хвороба призвела до того, що в ніч з 4 на 5 грудня 1938 року вона померла в місті Гаага у віці 53 років. Тіло було поховане на цвинтарі "Oud Eik en Duinen"